# Ángela Pumariega
Ángela Pumariega Menéndez, född 12 november 1984 i Gijón, är en spansk seglare. Hon vann guld i båtklassen Elliott 6m i olympiska sommarspelen 2012 i London tillsammans med Sofía Toro och Támara Echegoyen.